# Lokomotyiv Jaroszlavl
Lokomotyiv Jaroszlavl (oroszul: Локомотив Ярославль) egy jaroszlavli székhelyű orosz jégkorongcsapat, a Kontinentális Jégkorong Liga (KHL) egyik résztvevője.

## Adatok
Alapítva: 1949
Korábbi nevek: Szpartak Jaroszlavl, Himik Jaroszlavl, HK JMZ Jaroszlavl, Trud Jaroszlavl, Motor Jaroszlavl, Torpedo Jaroszlavl
Jégcsarnok: Lokomotyiv Arena 2000 (befogadó képesség 9046)
Korábbi hazai aréna: Avtogyizel Arena (1959–2001)
Csapat színei: Vörös, fehér és kék
Orosz bajnoki cím: 3 (1997, 2002, 2003)

## Történelem
A csapat az évek során több néven is futott, a mostani nevét, ami egyben az alapításkori név is, 2000-ben vette újra fel:
- Lokomotyiv Jaroszlavl (1949–1955)
- Szpartak Jaroszlavl (1955–1956)
- Himik Jaroszlavl (1956–1957)
- HK JMZ Jaroszlavl (1959–1963)
- Trud Jaroszlavl (1963–1964)
- Motor Jaroszlavl (1964–1965)
- Torpedo Jaroszlavl (1965–2000)
- Lokomotyiv Jaroszlavl (2000)

A csapat többnyire a másodosztály tagja volt a szovjet időkben, 1983–84 idényben sikerült bekerülnie az első osztályba. Abban az évben Torpedo Jaroszlavl néven volt ismert a csapat, és kevés sikert ért el Szergej Alekszejevics Nyikolajev vezetőedző kezei alatt.  Nem volt egy meghatározó csapat a szovjet érában, igazán csak az 1990-es évektől kellett számolni velük, majd 1997-ben Pjotr Vorobev edző vezérletével megnyerte a csapat első bajnoki aranyát. A csapat a 2001–2002-es szezonban az új Arena 2000 csarnokba költözött és egymásután két, a 2002 és 2003 idényt is megnyerte, a Cseh Vladimír Vujtek irányítása alatt. Vujtek elhagyta a klubot a 2002–2003-as szezon után, egy jobb szerződést elfogadva az Ak Barsz Kazány csapatától. Lokomotyivnak azóta sem sikerült megismételnie sikerét, de évről évre esélyes a végső győzelemre.
2011. szeptember 7-én a Dinamo Minszk elleni mérkőzésre tartott a csapat, de felszállás közben a repülőgép darabokra tört. A gépen utazott a teljes csapat és az edzők, akik közül csak Alekszandr Galimov élte túl a balesetet, ám szeptember 12-én ő is belehalt sérüléseibe.

## Eredmények
- Orosz bajnoki és KHL cím (4): 1996-97, 2001-02, 2002-03, 2024–25
- Második helyezés az RSL és KHL(3): 2007–08, 2008–09, 2023–24
- Harmadik helyezés az RSL-ben és KHL(3): 1997-1998, 1998-1999, 2004-2005
- IIHF Kontinentális Kupa cím: 2024–25
- Második helyezés IIHF Kontinentális Kupa : 2003
- Harmadik helyezés Spengler-kupa: 2003

## Statisztikák a KHL-ben
| Szezon  | Alapszakasz      | Alapszakasz      | Alapszakasz        | Alapszakasz   | Alapszakasz | Alapszakasz | Alapszakasz | Alapszakasz | Alapszakasz | Alapszakasz | Alapszakasz | Alapszakasz | Play-off | Play-off | Play-off | Play-off | Play-off | Play-off |
| Szezon  | Divízió          | Helyezés divízió | Helyezés Főcsoport | Helyezés Liga | G           | W           | WO          | LO          | L           | Pts         | GF          | GA          | G        | W        | L        | GF       | GA       | Eredmény |
| ------- | ---------------- | ---------------- | ------------------ | ------------- | ----------- | ----------- | ----------- | ----------- | ----------- | ----------- | ----------- | ----------- | -------- | -------- | -------- | -------- | -------- | --- |
| 2008-09 | Harlamov Divízió | 1                | n/a                | 3             | 56          | 32          | 4           | 7           | 13          | 111         | 175         | 111         | 19       | 13       | 6        | 57       | 33       | győzelem a nyolcaddöntőben, 3-1 (HK Nyeftyehimik Nyizsnyekamszk) Győzelem a negyeddöntőben, 3-0 (HK Szpartak Moszkva) Győzelem az elődöntőben, 4-1 (Metallurg Magnyitogorszk) Vereség a döntőben, 3-4 (Ak Barsz Kazany) |
| 2009-10 | Taraszov Divízió | 3                | 5                  | 7             | 56          | 26          | 5           | 8           | 17          | 96          | 163         | 132         | 17       | 10       | 7        | 54       | 37       | Győzelem a főcsoport negyeddöntőben, 3-1 (Atlant Moszkva) Győzelem a főcsoport elődöntőben, 4-2 (HK Szpartak Moszkva) Vereség a főcsoport döntőben, 3-4 (HC MVD)                                                        |

### 2010–2011
| Csatárok | Csatárok             |
| -------- | -------------------- |
| 94       | Alekszandr Koroljuk  |
| 83       | Andrej Kirjuhin      |
| 28       | Alekszandr Kaljanyin |
| 11       | Alekszandr Galimov   |
| 72       | Artyom Jarcsuk       |
| 34       | Konsztantyin Rudenko |
| 17       | Ivan Tkacsenko "A"   |
| 8        | Alekszej Mihnov"+"   |
| 63       | Josef Vašíček "A"    |
| 38       | Pavol Demitra        |
| 23       | Nyikita Kljukin      |
| 21       | Gennagyij Csurilov   |
| 12       | Jori Lehterä         |

| Védők | Védők                 |
| ----- | --------------------- |
| 29    | Daniel Tjärnqvist "+" |
| 4     | Karel Rachůnek "C"    |
| 74    | Marat Kalimulin       |
| 54    | Vitalij Anikienko     |
| 41    | Alekszej Vasziljev    |
| 27    | Szergej Zsukov        |
| 7     | Alekszandr Guszkov    |
| 81    | Jurij Uricsev         |

| Kapusok | Kapusok            |
| ------- | ------------------ |
| 1       | Dimitrij Kotschnew |
| 35      | Vyukhin Alexander  |